# 칠색잉꼬
《칠색잉꼬》(七色いんこ 나나이로 잉꼬[*])는 데즈카 오사무가 창작한 만화이자 그 주인공의 통칭이다. 전 47화로 구성되어 있다. 영어 제목은 "Rainbow Parakeet". 2000년에 이나가키 고로 주연의 연극으로 각색되기도 하였다.

## 개요
뛰어난 연기력과 환상적인 변장술로 어떤 어려운 역할이라도 척척 해내는 정체불명의 대역 전문 배우 '칠색잉꼬'. 하지만 그는 막간에 부자 관객들로부터 귀중품을 감쪽같이 훔쳐내는 괴도이기도 하다. 잉꼬를 현행범으로 체포하기 위해 필사적으로 뒤를 쫓는 여형사 마리코와 잉꼬 못지 않은 연기의 귀재인 강아지 타마사부로가 가세하면서 잉꼬의 우아한 연기생활은 점점 예측불허의 혼란 속으로 빠져들어간다.

## 등장인물

#### 칠색잉꼬(七色いんこ)
시골 영감님에서 젊은 웨이트리스에 이르기까지 천의 얼굴을 소화해내는 재주를 지닌 대역 전문 배우. 완전 독학으로 연기를 배운 아마추어이며 정식으로 연기공부를 한 일은 없으나, 관객은 물론이고 유명 연출가나 베테랑 여배우마저도 놀라게 할 정도의 연기력을 보여준다. 천재적인 변장술과 성대모사로 배역에 완벽하게 몰입한 다음, 특유의 카리스마를 발휘하여 관객을 압도한다. 대사를 암기하는 기억력도 뛰어나서, 공연 시작까지 불과 십수 시간밖에 남지 않은 경우에도 별 어려움 없이 대역을 해냈다. 남다른 관찰력으로 주변 사람들을 눈여겨보았다가 다양한 실제상황에 대한 그들의 반응을 연기에 피드백함으로써 보다 생생하고 현실감 넘치는 연기를 보여준다.
하지만 관객을 열광케 하는 명배우라는 것은 겉으로 드러난 일면에 불과하며, 사실은 관객들의 귀중품을 노리는 도둑이다. 출연료를 일절 받지 않는 대신 그 변장술을 살려 극장에 찾아온 부자들로부터 보석류 등의 금품을 훔치고, 극단이나 극장 측은 그러한 사정을 알면서도 관객 유치를 위해 못본 척한다. 충분히 출연료를 받을 수 있음에도 굳이 도둑질을 하는 이유는 밝혀져 있지 않다. 본인 말로는 '옛날의 길거리 공연에서는 부자들이 호기롭게 돈을 내줬기 때문에 가난한 사람도 공짜로 연극을 볼 수 있었으므로, 그때의 아름다운 풍습을 되살리는 것'이라고 하지만, 실제로는 연극과 전혀 관계없이 절도행각을 벌이는 일도 잦은 만큼, 별로 설득력이 없다. (이런 절도는 미처 예상치 못한 외부적 요인 때문에 실패하거나 잉꼬 본인이 도중에 그만두는 식으로 마무리된다.)
보통때는 단발머리 가발과 커다란 선글라스로 변장을 하고 있는데, 이것은 정체를 숨기는 동시에 가발 안쪽에 변장도구를 감춰두기 위해서이다. 또한 유명한 극장에는 만약의 경우를 대비하여 비밀장소를 마련해 두고 변장도구를 미리 숨겨놓을 정도로 용의주도하다. 공연이 없을 때는 아오야마 4번가 근처의 단골 커피숍에서 차를 마시거나 책을 읽으며 시간을 보내는 버릇이 있다. 마스코트 겸 애완동물로 잘 길들여진 잉꼬 한 마리를 키우고 있으며, 어떤 사건을 계기로 타마사부로라는 강아지를 떠맡게 된다. 출연 의뢰는 우편 사서함을 통해서만 받으며, 만화풍으로 그려진 정장 차림의 잉꼬가 인쇄된 명함을 사용하여 자기소개를 한다.
뛰어난 연기력을 갖추고 있기는 하지만 기본적으로는 남의 연기를 모방하는 것이기 때문에 독창성은 없으며, 잉꼬 본인도 가끔씩 이점에 대해서 고민하는 모습을 보여준다.

#### 센리 마리코(千里 万里子)
잉꼬를 추적하는 여성 수사관. 수사2과의 사기 및 지능범 담당. 사격, 공수도, 펜싱의 달인이며, VIP의 SP(특수경호원)를 목표로 끊임없이 단련을 거듭하고 있다. 고교시절에는 간토 비행소녀 연합의 중간보스를 맡아 패싸움을 벌인 경력도 있다. 항상 쓰고 다니는 인민모자가 트레이드 마크.
연애나 취미생활에는 관심이 없으며 그런 것에 몰두하는 사람을 바보 취급하는 경향이 있다. 여성다운 복장이나 언동을 별로 좋아하지 않고 문화적인 소양도 전혀 없어서 아버지인 센리 형사부장이 항상 골머리를 앓고 있다. 성미가 매우 급해서 앞뒤 가리지 않고 곧바로 행동에 뛰어드는 일이 많으며, 화가 나면 이성을 잃고 날뛰기도 한다. 다만 수사관으로서의 실력은 확실하기 때문에 주변 사람들의 신뢰도 두터우며 해외에서도 스카우트 제의를 해온 적이 있다.
새를 보거나 새 울음소리만 들어도 온몸에 두드러기가 나고 몸이 8등신에서 3등신으로 줄어들어 마치 다른 사람처럼 변해버리는 특이체질이다. (새라면 종류를 불문하고 무조건 반응을 보이며, 때로는 프라이드 치킨을 보고 발병하는 경우도 있다.) 특수한 알러지의 일종으로 여겨지나 확실한 원인은 작품 후반부까지 밝혀지지 않는다.
잉꼬를 체포하기 위해 쫓고 있지만 한편으로는 그에게 호의를 품고 있으며, 본인은 애써 부정하고 있으나 내심 그와 만나는 것을 즐긴다. 잉꼬가 위기에 빠졌을 때는 진심으로 걱정하기도 하고, 그가 무대 위에서 러브신을 연기할 때에는 상대 여배우에 대한 질투심을 불태운 적도 있다.

#### 센리 형사부장(千里警部)
센리 마리코의 직속상사이자 양아버지. 데즈카 작품의 단골 스타인 '게타 경감' 이 연기한다. 직장에서는 엄격한 태도를 유지하고 있으나, 사적인 자리에서는 마리코를 진심으로 걱정하며 따스하게 대해주는 자상한 부친이다. 마리코에게 잉꼬를 담당하도록 시킨 것도 사실은 '연극이라도 보면서 여자다운 교양을 쌓으라'는 아버지로서의 배려 때문이었다.

#### 오다와라 쵸친(小田原 丁珍)
수사2과의 칠색잉꼬 담당 수사관. 마리코가 칠색잉꼬 관련 사건을 맡게 됨에 따라 그녀의 부하로 편입, 물심양면으로 보좌하는 조수 역할을 한다. 침착한 성격으로, 마리코가 모르는 사항에 대해 설명해주는 한편 성급한 마리코를 옆에서 견제하는 역할도 한다. 데즈카 만화의 단골 스타인 '오다와라 쵸친'이 연기한다.

#### 타마사부로(玉サブロー)
잉꼬가 기르는 흰색의 소형견. 본래는 원로 연극배우 우시자와 씨가 자식처럼 아끼며 기르던 개로, 원주인으로부터 온갖 연기의 비법을 전수받은 끝에 보통의 개를 뛰어넘는 연기력과 지능, 신체능력을 체득했다. 두 발로 걷는 것도 쉽게 해 내며, 인간 어린이로 변장하기도 한다. 잉꼬와 함께 길거리를 산책하거나 그의 범행을 돕는 조수 역할을 한다. 이상하게 긴 속눈썹과 축 처진 눈이 특징으로, 개답지 않게 술을 좋아해서 대낮에 술주정을 벌인 일도 있다. 인간의 말은 하지 못하지만 웬만한 인간을 능가하는 판토마임의 달인이다.

#### 오타니 마모루(男谷 マモル)
마리코의 부친이 그녀에게 소개해 준 맞선 상대로, 미국 버클리 대학 연구실에 재적 중인 심리학자이다. 하지만 본래 연애나 결혼에는 관심 없었던 마리코에게는 눈엣가시에 불과한 존재. 날카로운 눈매의 미남이지만 한편으로는 너무 냉정하여 도무지 속마음을 알 수 없는 사람이기도 하다.

#### 잉꼬의 '본심'(いんこのホンネ)
잉꼬의 눈에만 보이는 일종의 환각. 데즈카 만화에 자주 출몰하는 괴생물 '마마'가 연기한다. 다른 사람에게는 낡은 천 조각으로밖에 보이지 않는다. 의사의 진단에 따르면 항상 타인을 연기하는 일만 계속해온 잉꼬 자신의 잠재적 욕구가 환각의 형태를 빌려 나타난 것이라고 한다. 잉꼬가 스스로를 지나치게 억제하거나 도가 지나친 행동을 하려고 할 때 눈앞에 나타나 '사실은 ~하고 싶은 거지?'라고 시비를 걸고, 그 때문에 화난 잉꼬가 반항하다가 일이 더 커지는 경우가 많다. 나중에는 아내와 아이들까지 데리고 나타나서 갖은 민폐를 끼친다. 특별한 원작을 빌리지 않은 '막간' 에피소드에 주로 등장한다.

#### 쿠와가타 류스케(鍬潟 隆介)
막강한 권력을 휘두르는 일본 재계의 거물. 겉으로는 근엄한 척 위선을 떨지만 뒤로는 경쟁사나 하청업체를 상대로 온갖 악행을 저질러 왔으며, 그 때문에 안 좋은 소문도 끊이지 않고 있다. 요스케라는 외아들이 있었으나 아버지를 미워한 나머지 중학생 때 가출했다. 이 잃어버린 아들에 대해서는 약간이나마 그리워하는 마음이 남아있는 듯하다. 잉꼬와는 뗄래야 뗄 수 없는 악연으로 매여있는 중요한 인물.

#### 피에로 토미(ピエロのトミー)
잉꼬에게 연기를 가르쳐 준 스승으로, 뉴욕 할렘가의 싸구려 극장에서 희극을 보여주는 아마추어 코미디언. 잉꼬의 단발머리 가발은 토미에게서 받은 것이다. 최종 에피소드인 '종막'의 회상 장면에 등장.

#### 데즈카 오사무(手塚治虫)
이 만화의 작가(혹은 작가의 분신). 특정한 배역은 없으나 가끔씩 지나가는 단역으로 얼굴을 내민다. 특히 제 42화에서는 실명으로 등장하여 '만화 속 캐릭터'인 잉꼬와 대결하는 메타픽션을 연출한다.

## 작품 목록
타이틀 대부분이 실재하는 연극이나 소설에서 따온 것으로, 각 에피소드의 내용도 모티브가 된 작품의 기본 구도나 고유명사 등을 따와서 독자적으로 재해석한 것이 많다. 괄호 안은 그 유래가 된 작품의 원작자.
1. 햄릿 (윌리엄 셰익스피어)
2. 밑바닥 (막심 고리키)
3. 인형의 집 (헨릭 입센)
4. 슈젠사 이야기 (오카모토 키도)
5. 유리 동물원 (테네시 윌리엄스)
6. 검찰관 (니콜라이 고골리)
7. 전화 (쟌 카를로 메노티)
8. 고도를 기다리며 (새무얼 베케트)
9. 알트하이델베르크 (W. 마이어푀르스터)
10. 오해 (알베르 카뮈)
11. 피터 팬 (제임스 배리)
12. 버지니아 울프 따위 두렵지 않아 (에드워드 올비)
13. 막간
14. 화석의 숲 (로버트 셔우드)
15. 말괄량이 길들이기 (윌리엄 셰익스피어)
16. 히코이치 이야기 (키노시타 준지)
17. 시라느 드 벨주락 (에드몽 로스탕)
18. 파랑새 (모리스 메테를링크)
19. 난소사토미핫켄덴[南総里見八犬伝] (쿄쿠테이 바킨)
20. 옹딘 (쟝 지로드)
21. 12인의 성난 사람들 (레지널드 로즈)
22. 악마의 제자 (조지 버나드 쇼)
23. 막대기가 된 남자 (아베 코보)
24. 타르튀프 (몰리에르)
25. 피그말리온 (조지 버나드 쇼)
26. 우쓰보자루[靭猿]
27. 숲은 살아 있다 (사무엘 마르샤크)
28. 세일즈맨의 죽음 (아서 밀러)
29. 서푼짜리 가극 (베르톨트 브레히트)
30. 왕녀 메디아 (에우리피데스)
31. 코뿔소 (외젠 이오네스코)
32. R.U.R (카렐 차페크)
33. 청혼 (안톤 체호프)
34. 우리들은 천사가 아니다 (알베르 위송)
35. 베니스의 상인 (윌리엄 셰익스피어)
36. 카나데혼츄신구라[仮名手本忠臣蔵] (타케다 이즈모 외)
37. 막간 Ⅱ
38. 코르네빌의 종 (로베르 플랑케트)
39. 상사병과 치료법 (손튼 와일더)
40. 살로메 (오스카 와일드)
41. 욕망이라는 이름의 전차 (테네시 윌리엄스)
42. 작가를 찾는 6인의 등장인물 (루이지 피란델로)
43. 오셀로 (윌리엄 셰익스피어)
44. 11마리의 고양이 (바바 노보루, 이노우에 히사시)
45. 탐정 (앤터니 셰퍼)
46. 종막

그 외에 2편의 외전이 존재한다.
- 칠색잉꼬의 국제만화제 르포 (소년 챔피언 1982년 2월 26일호)[3]

작가 데즈카 오사무가 1982년 1월 29일부터 31일까지 프랑스 앙굴렘에서 개최된 국제만화전에 참가했을 때 취재한 내용을 바탕으로 그려낸 3쪽짜리 에세이 만화. 잉꼬와 타마사부로가 데즈카와 동행하여 행사장 곳곳을 둘러보는 식으로 구성되어 있다. 코단샤 데즈카오사무 만화전집의 〈데즈카 오사무 에세이집(3)〉에 수록.
- 타마사부로의 대모험 (소년 챔피언 1982년 6월 4일호)

《칠색잉꼬》 연재 종료 직후에 발표된 1회성 단편. 본편에서는 조연이었던 타마사부로가 당당한 주인공으로 등장하여 핵실험에 희생될 위기에 처한 동물들을 구하기 위해 분투하는 모습을 보여준다. 본래는 외전으로 취급되어 챔피언코믹스 판에는 수록되지 않았으나, 이후의 단행본에서는 사실상의 제47화로서 마지막 권에 실리게 되었다.

## 서적 정보

### 코믹스
- 아키타쇼텐 챔피언코믹스 《칠색잉꼬》전 7권 - 각화 첫머리에 모티브가 된 연극 작품의 해설이 첨부되어 있다.
- 코단샤 데즈카오사무 만화전집 《칠색잉꼬》전 7권
- 아키타쇼텐 문고판 1-57~1-61 《칠색잉꼬》전 5권
- 코단샤 데즈카오사무 문고전집 BT 144~146 《칠색잉꼬》전 3권

#### 한국어판
- 학산문화사 테즈카 오사무 걸작선 Ⅲ 《칠색잉꼬》 전 7권 (번역/ 도영명)

#### 프랑스어판
- ASUKA 《Nanairo Inko》전 5권 (2004)[5]

## 데즈카 작품에 우정출연한 잉꼬

#### 애니메이션 《철완 아톰》(1980)
제39화 〈도둑맞은 태양〉(1981년 9월 2일 방영)에 사립탐정 셜록 홈스팡 역으로 칠색잉꼬가 출연. (성우/ 토미야마 케이) 신체의 대부분이 개조된 사이보그로, 자기 몸에 대한 컴플렉스 때문에 로봇을 미워했으나 아톰의 활약을 보고 차차 마음을 열게 된다. '변장의 달인'이라는 점은 잉꼬와 마찬가지이지만 '도둑'이라는 요소는 완전히 배제되었다. 원작 만화판 《철완 아톰》의 해당 에피소드에도 셜록 홈스팡이라는 캐릭터가 등장하지만 생김새가 전혀 다르다. 원래 존재했던 배역에 잉꼬라는 '배우'를 캐스팅했다고 하면 이해하기 쉬울 것이다.

#### 애니메이션 《아스트로보이 철완 아톰》
반로봇주의 연합의 청부업자인 폭발물 전문 테러리스트 카토(한국 방영판에서는 '니트로') 역으로 칠색잉꼬가 출연. (성우/ 코야스 타케히토) 외모만 따왔을 뿐 완전한 악역 캐릭터로, 여러 에피소드에 세미레귤러로 등장한다. 다만 종반에 체포당했을 때 드러난 진짜 얼굴이 《칠색잉꼬》 원작과 달리 전형적인 악당 얼굴로 그려진 것을 보면 칠색잉꼬를 흉내낸 가짜라고 생각할 수도 있다. 범행 예고를 할 때에 사용한 홀로그램에는 피에로 토미도 출연.

#### 게임 《아스트로보이 철완 아톰: 아톰하트의 비밀》
애니메이션 《아스트로보이 철완 아톰》을 원작으로 개발된 게임보이 어드밴스 전용 액션게임. 이 게임에서는 잉꼬가 80년대판 《철완 아톰》과 마찬가지로 셜록 홈스팡 역을 맡았다. 애니메이션 쪽의 카토와는 별개의 캐릭터로 취급된다.

#### 게임 《블랙 잭: 불새편》
데즈카의 의학만화 블랙 잭을 원작으로 개발된 닌텐도DS용 게임. 잉꼬는 '칠색잉꼬 탐정사무소'의 소장 역으로 출연. 여기서도 '도둑'이라는 요소는 삭제되었으며, 정보통을 겸한 안락의자 탐정으로 묘사되어 있다. 원작의 잉꼬와 《철완 아톰》의 셜록 홈스팡 역을 적절히 혼합한 배역.

#### 기타
소년 챔피언 1982년 1월 1일호(에피소드 〈청혼〉 게재)의 표지 일러스트에서 《블랙 잭》의 블랙 잭과 《돈 드라큐라》의 드라큐라 백작을 상대로 격투를 벌이는 모습을 보여주었다. 극중에서는 잉꼬가 이들과 만나는 일이 없으며 다른 데즈카 만화에 잉꼬가 출연한 일도 없기 때문에 원작 만화 쪽에서는 사실상 유일한 크로스오버 사례라고 할 수 있다. 이 표지는 1주일 후인 1월 8일호에 실린 에피소드 〈우리들은 천사가 아니다〉의 극중에서 인용된다. 잉꼬가 한 소녀에게 자기 자신을 "천국에서 온 챔피언이지."라고 농담섞인 소개를 하면서 챔피언 잡지를 건네주는데, 현실과 작품의 경계를 허물어뜨리는 작가의 유머감각이 돋보인다. 이 일러스트는 학산문화사판 《블랙 잭》 제22권의 표지그림으로 사용되었다.

## 참고 문헌
- 데즈카 오사무 만화대전(헤이본샤, 1997) p. 218, p. 222
- 데즈카 오사무 캐릭터 도감 5(아사히신문사, 1998) pp. 126~131